# Fort de Chittor
Le Chittorgarh (littéralement Fort de Chittor), également connu sous le nom de Fort de Chittod, est l'un des plus grands forts d'Inde, classé patrimoine mondial de l'UNESCO. Le fort était la capitale de Mewar et est situé dans la ville actuelle de Chittorgarh. Il s'étend sur une colline de 180 m de hauteur sur une superficie de 280 ha au-dessus des plaines de la vallée drainée par la rivière Berach. Le fort comporte 65 structures historiques, dont quatre palais, 19 grands temples, 20 grands plans d'eau, 4 mémoriaux et quelques tours de victoire.
En 2013, lors de la 37e session du Comité du patrimoine mondial tenue à Phnom Penh au Cambodge, le fort de Chittorgarh, ainsi que cinq autres forts du Rajasthan, ont été déclarés site du patrimoine mondial de l'UNESCO, au sein du groupe appelé « Forts de colline du Rajasthan ».

## Géographie

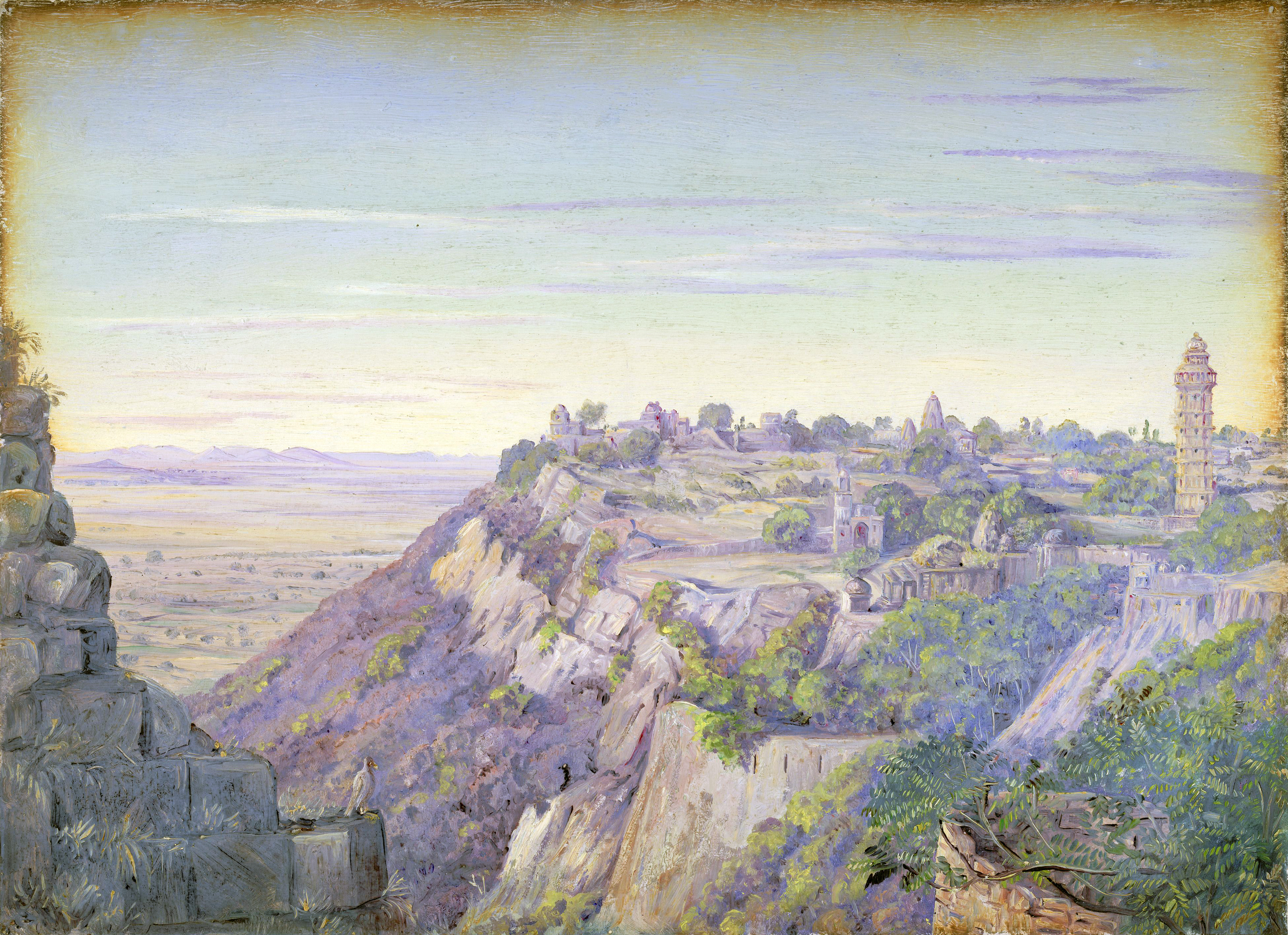
Une peinture du fort par Marianne North (1878).

Chittorgarh est située dans la partie sud de l'état du Rajasthan, à 233 km d'Ajmer, à mi-chemin entre Delhi et Mumbai sur la route nationale 8 (Inde) appartenant au réseau routier du Quadrilatère d'or, à l'intersection des routes nationales 76 et 79.
Le fort s'élève brusquement au-dessus des plaines environnantes et s'étend sur 2,8 km2. Le fort se dresse sur une colline de 180 m de haut. Il est situé sur la rive gauche de la rivière Berach (un affluent de la rivière Banas) et est relié à la ville neuve de Chittorgarh (connue sous le nom de "ville basse") qui s'est développée dans les plaines après 1568. En raison de l'introduction de l'artillerie au xvie siècle, le fort est abandonné et la capitale est déplacée vers Udaipur, plus sûre, située sur le flanc est de la chaîne Aravalli. Une route de colline sinueuse de plus de 1 km de long mène de la nouvelle ville à la porte principale de l'extrémité ouest du fort, appelée Ram Pol. À l'intérieur du fort, une route circulaire permet d'accéder à toutes les portes et monuments situés à l'intérieur des murs du fort,,.
Le fort, qui se vantait autrefois de 84 plans d'eau, n'en a plus que 22 maintenant. Ces masses d'eau sont alimentées par le captage naturel et les précipitations, et ont un stockage combiné de 4 milliards de litres qui pourraient répondre aux besoins en eau d'une armée de 50 000 personnes. L'approvisionnement pourrait durer quatre ans. Ces plans d'eau se présentent sous la forme de mares, de puits et de puits à degrés.

## Histoire

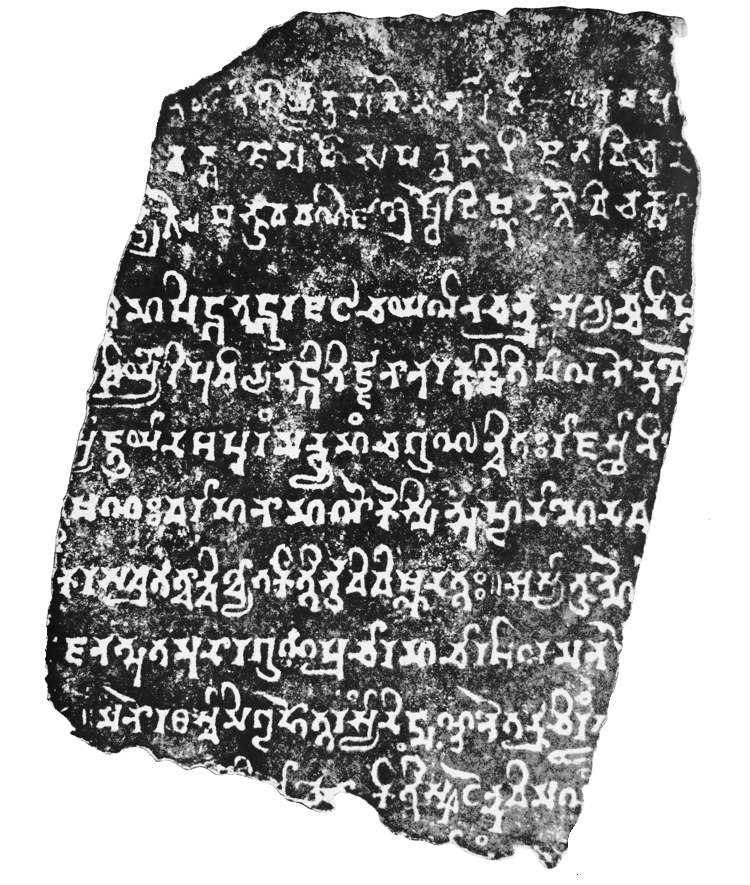
Inscriptions fragmentaires des Naigamas, première moitié du VIe siècle,, trouvée à Chittorgarh.

Chittorgarh (garh signifie fort) s'appelait à l'origine Chitrakut. On dit qu'il a été construit par un chef rajput du clan Mori local Chitrangada Mori. Selon une légende, le nom du fort est dérivé de son bâtisseur. Plusieurs petites stupas bouddhistes datés du ixe siècle ont été trouvés au bord du lac Jaimal Patta,.
Le dirigeant du Guhila, Bappa Rawal, aurait capturé le fort en 728 ou 734. Un récit indique qu'il reçut le fort en dot. Selon d'autres versions de la légende, Bappa Rawal aurait capturé le fort des mains des mlechchhas ou des Moris. L'historien R.C. Majumdar avance que les Moris aurait régné à Chittor lorsque les arabes (mlechchhas) envahissent le nord-ouest de l'Inde vers 725. Les Arabes auraient vaincu les Moris et, à leur tour, seraient battus par une confédération qui comprenait Bappa Rawal. Pour R.V. Somani, Bappa Rawal faisait partie de l'armée de Nagabhata I. Certains historiens doutent de l'historicité de cette légende, arguant que les Guhilas ne contrôlent pas Chittor avant le règne du dernier souverain Allata . La première inscription Guhila découverte à Chittor date du règne de Tejasimha (milieu du xiiie siècle) ; il mentionne « Chitrakuta-maha-durga » (le grand fort de Chittor).

### Siège de 1303
En 1303, le dirigeant du sultanat de Delhi, Alauddin Khalji, dirige une armée pour conquérir Chittorgarh, qui est alors gouverné par le roi du Guhila Ratnasimha. Alauddin capture Chittor après un siège de huit mois. Selon son courtisan Amir Khusrow, il ordonne le massacre de 30 000 hindous locaux après cette conquête. Certaines légendes ultérieures déclarent qu'Alauddin a envahi Chittor pour capturer la belle reine Padmini de Ratnasimha, mais la plupart des historiens modernes rejettent l'authenticité de ces légendes. Les légendes déclarent également que Padmini et d'autres femmes se sont suicidées par jauhar (auto-immolation de masse). L'historien Kishori Saran Lal pense qu'un jauhar s'est produit à Chittorgarh après la conquête d'Alauddin, bien qu'il rejette la légende de Padmini comme non historique. D'un autre côté, l'historien Banarsi Prasad Saksena considère ce récit de jauhar comme une fabrication par les écrivains des siècles qui ont suivi, car Khusrow ne mentionne aucun jauhar à Chittorgarh, bien qu'il ait fait précédemment référence au jauhar lors de la capture de Ranthambore.
Alauddin donne Chittorgarh à son jeune fils Khizr Khan (ou Khidr Khan), et le fort de Chittorgarh est rebaptisé "Khizrabad" d'après le prince. Comme Khizr Khan n'était qu'un enfant, l'administration proprement dite fut confiée à un esclave nommé Malik Shahin.

### Rana Hammir et successeurs
Le règne de Khizr Khan au fort dure jusqu'en 1311 et en raison de la pression des rajputs, il est contraint de confier le pouvoir au chef Sonigra Maldeva qui a tenu le fort pendant 7 ans. Hammir Singh, prend le contrôle du fort des mains de Maldeva et Chittor connaît un regain de prospérité. Hammir, avant sa mort en 1378, avait transformé Mewar en un royaume assez vaste et prospère. La dynastie (et le clan) qu'il a engendré est connue sous le nom de Sisodia d'après le village où il est né. Son fils Ketra Singh lui succéda et règne sans encombre. Le fils de Ketra Singh, Lakha, qui monte sur le trône en 1382, remporte également plusieurs guerres. Son petit-fils Rana Kumbha monte sur le trône en 1433 et à ce moment-là, les dirigeants musulmans de Malwa et du Gujarat ont acquis une influence considérable et tiennent à prendre le contrôle du puissant État de Mewar.

### Rana Kumbha et son clan

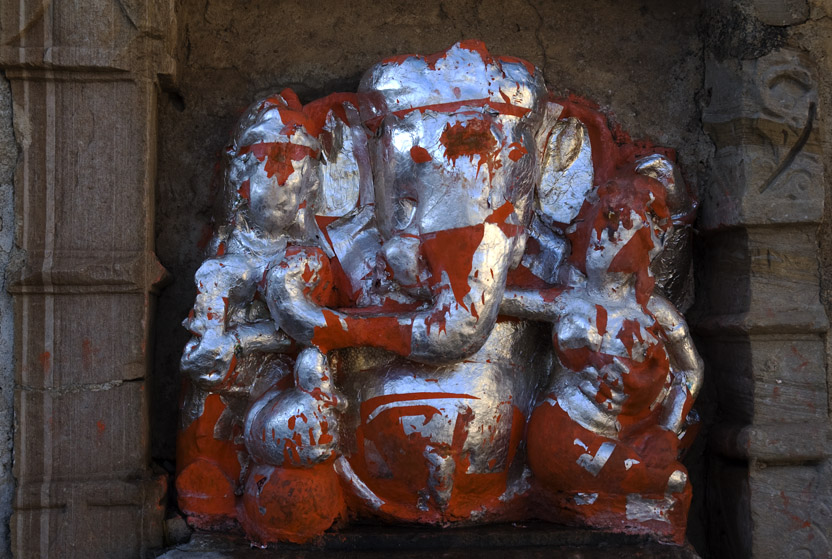
Statue de Ganesh au fort de Chittor

Le fort a un regain de développement sous le règne de Rana Kumbha au xve siècle. Rana Kumbha, également connu sous le nom de Maharana Kumbhakarna, fils de Rana Mokal, a régné sur Mewar entre 1433 et 1468. Son règne est marqué par un renforcement des défenses et de l'armée du royaume de Mewar. Il construit 32 forts (84 forteresses forment la défense du Mewar) dont un à son nom, appelé Kumbalgarh. Son frère Rana Raimal prend les rênes du pouvoir en 1473. Après sa mort en mai 1509, Sangram Singh (également connu sous le nom de Rana Sanga), son plus jeune fils, devient le dirigeant de Mewar, et va amener Chittor dans une nouvelle phase de son histoire.

### Chittorgarh sous Rana Sanga
Rana Sanga monte sur le trône en 1509 après une longue lutte avec ses frères. C'est un roi ambitieux sous lequel Mewar atteint son apogée. La force armée rajput sous Rana Sanga atteint son zénith et menace de s'étendre dans le nord de l'Inde. Il établit un royaume fort de Satluj au Pendjab au nord jusqu'à la rivière Narmada au sud à Malwa. Après avoir conquis Malwa, il s'étend du désert du Thar à l'ouest et jusqu'à Bayana à l'est. Au cours de sa carrière militaire, il vainc Ibrahim Lodhi à la bataille de Khatoli et réussit à libérer la majeure partie du Rajasthan tout en marquant son contrôle sur certaines parties de l'Uttar Pradesh, y compris Chandwar. Il a donné une partie de l'Uttar Pradesh à ses alliés Rao Manik Chand Chauhan qui plus tard l'a soutenu dans la bataille de Khanwa. Après cela, Rana Sanga mène une autre bataille avec Ibrahim Lodhi connue sous le nom de bataille de Dholpur où à nouveau la confédération rajput est victorieuse. Cette fois, après sa victoire, Sanga conquiert une grande partie du Malwa avec Chanderi et en distribue une partie à l'un de ses vassaux Medini Rai. Rai règne sur Malwa avec Chanderi comme capitale. Sanga envahit également le Gujarat avec 50 000 hommes de la confédération rajput comprenant ses trois alliés. Il pille le sultanat du Gujarat et chasse l'armée musulmane jusqu'à la capitale Ahmedabad. Il réussit à annexer le nord du Gujarat et à nommer l'un de ses vassaux roi du territoire nouvellement conquis. À la suite de la série de victoires sur les sultans, il établit avec succès sa souveraineté sur le Rajasthan, Malwa et de grandes parties du Gujarat. Après ces victoires, il unit plusieurs états rajput du nord de l'Inde pour expulser Babur de l'Inde et rétablir le pouvoir hindou à Delhi. Il s'amène avec une grande armée de 100 000 rajputs soutenus par quelques afghans pour expulser Babur et étendre son territoire en annexant Delhi et Agra . La bataille est décisive pour la suprématie de l'Inde du Nord entre Rajputs et Moghols. Lors de cet évènement, la confédération rajput subit une défaite désastreuse à Khanwa en raison des compétences de général de Babur et de la tactique moderne. La bataille est plus important historiquement que la première bataille de Panipat car elle établit fermement la domination moghole en Inde tout en écrasant les puissances rajput réémergentes. La bataille a également été la première à utiliser des canons, des allumettes, des pistolets pivotants et des mortiers à bon escient.
Rana Sanga est emmené du champ de bataille dans un état inconscient par ses vassaux Prithviraj Singh I de Jaipur et Maldeo Rathore de Marwar. Après avoir repris conscience, il prête serment de ne jamais retourner à Chittorgarh jusqu'à ce qu'il ait vaincu Babur et conquis Delhi. Il cesse également de porter le turban et avait l'habitude d'enrouler un tissu sur sa tête. Alors qu'il se préparait à mener une autre guerre contre Babur, il est empoisonné par ses propres nobles qui ne voulaient pas une autre bataille avec Babur. Il meurt à Kalpi en janvier 1528.
Après sa défaite, son vassal Medini Rai est vaincu par Babur à la bataille de Chanderi et Babur capture la capitale du royaume Rai Chanderi . Medini s'est vu offrir Shamsabad au lieu de Chanderi car il était historiquement important dans la conquête de Malwa mais Rao a refuse l'offre et choisit de mourir en combattant. Les femmes et les enfants rajput se sont immolés pour sauver leur honneur de l'armée musulmane. Après la victoire, Babur capture Chanderi avec Malwa qui était gouverné par Rai.

### Siège de 1535
Bahâdûr Shâh, qui monte sur le trône en 1526 en tant que sultan du Gujarat, assiège le fort de Chittorgarh en 1535. Le fort est saccagé et, une fois de plus, les préceptes médiévaux de l'honneur ont déterminé le résultat. À la suite de la fuite du Rana, de son frère Udai Singh et de la fidèle servante Panna Dhai à Bundi, on dit que 13 000 femmes rajput comettent le jauhar (auto-immolation sur le bûcher funéraire) et 3 200 guerriers rajput se précipitent hors du fort pour se battre et sont morts dans la bataille qui s'ensuit,.

### Siège de 1567

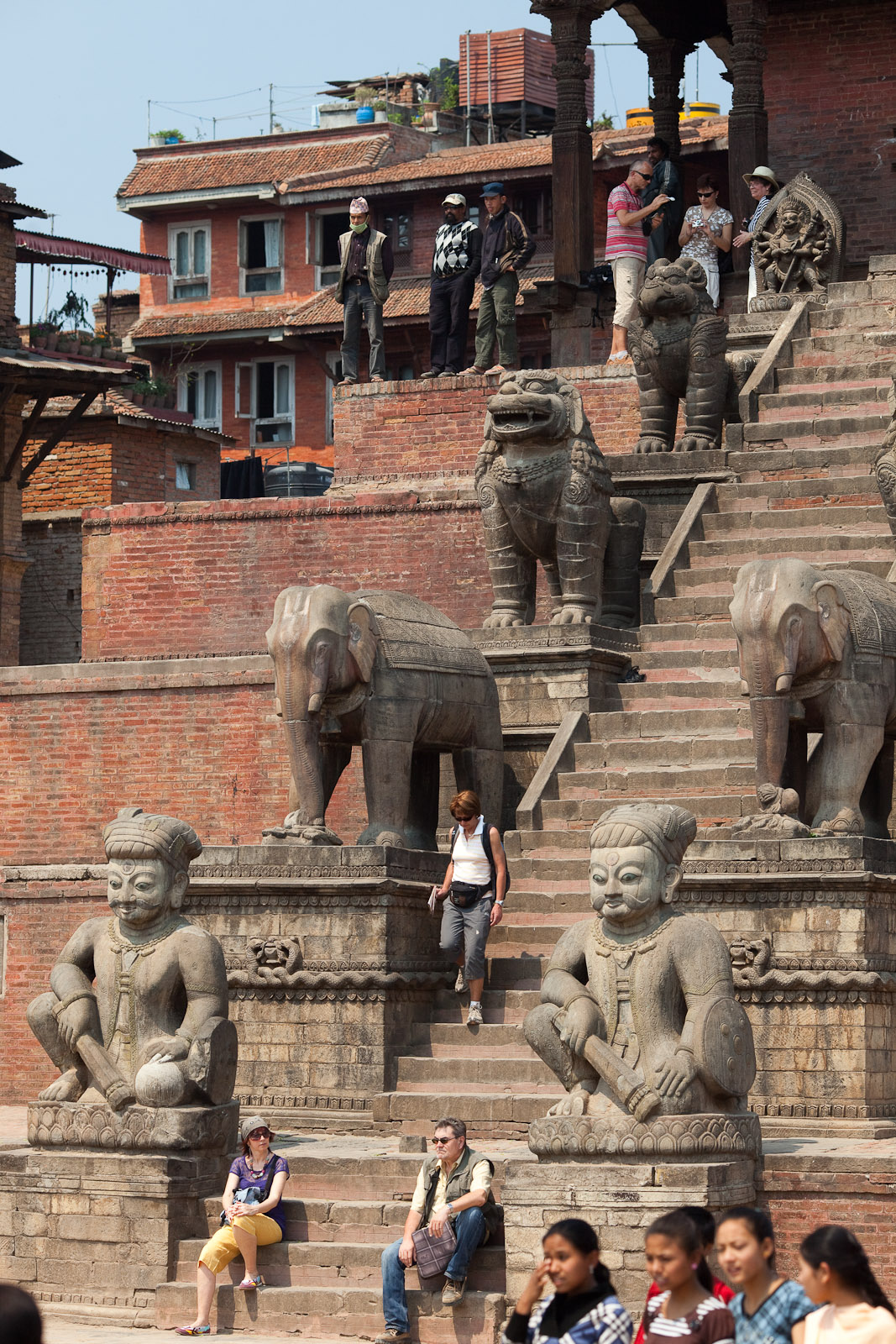
Guerriers rajput Rao Jaimal et statues de Patta (Rajasthan) dans le temple de Nyatapola, à Bhaktapur au Népal

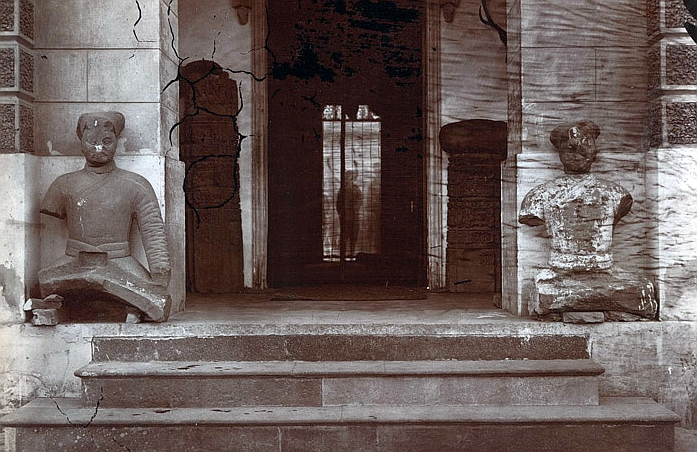
Rao Jaimal et Patta (Rajasthan), montés sur une paire d'éléphants en marbre noir qui se tenaient à l'extérieur de la porte de Delhi au Fort Rouge. Se tenait à l'origine à l'extérieur du fort d'Agra.

Le siège final de Chittorgarh a lieu 33 ans plus tard, en 1567, lorsque l'empereur moghol Akbar attaque le fort. Akbar veut alors conquérir Mewar, qui est dirigé par Rana Uday Singh II pour accéder facilement aux ports gujarati et établir une route commerciale.
Shakti Singh, fils du Rana avec lequel il est en brouille, s'enfuit et s'approche d'Akbar lorsque ce dernier campe à Dholpur se préparant à attaquer Malwa. Au cours d'une de ces réunions, en août 1567, Shakti Singh déduit d'une remarque faite en plaisantant par l'empereur Akbar qu'il a l'intention de faire la guerre à Chittorgarh. Akbar dit à Shakti Singh en plaisantant que puisque son père ne s'était pas soumis devant lui comme les autres princes et chefs de la région, il l'attaquerait. Surpris par cette révélation, Shakti Singh se précipite tranquillement vers Chittorgarh et informe son père de l'invasion imminente d'Akbar. Akbar est furieux du départ de Shakti Singh et décide d'attaquer Mewar pour humilier l'arrogance des Ranas.
En septembre 1567, l'empereur part pour Chittorgarh et, le 20 octobre 1567, campe dans les vastes plaines à l'extérieur du fort. Entre-temps, Rana Udai Singh, sur les conseils de son groupe de conseillers, décide de s'éloigner de Chittor pour les collines de Gogunda avec sa famille. Jaimal et Patta sont laissés pour défendre le fort avec 8 000 soldats rajput sous leur commandement. Akbar assiège la forteresse durant 4 mois.
Le 22 février 1568, Jaimal est tué par un coup de mousquet tiré par Akbar lui-même.[réf. nécessaire] Un jauhar est commis dans les maisons de Patta, Aissar Das et Sahib Khan. Le lendemain, les portes du fort sont ouvertes et les soldats rajput se sont précipités pour combattre les ennemis. Dans la bataille qui a suivi, l'armée de Chittorgarh est tuée aux côtés de 20 000 à 25 000 civils et Chittorgarh est conquise.

### Traité de paix moghol-rajput de 1616
En 1616, après un traité entre Jahangir et Amar Singh, Chittorgarh fut rendu à Amar Singh par Jahangir[page à préciser].
Le fort a été rénové en 1905 pendant le Raj britannique.

## Enceintes

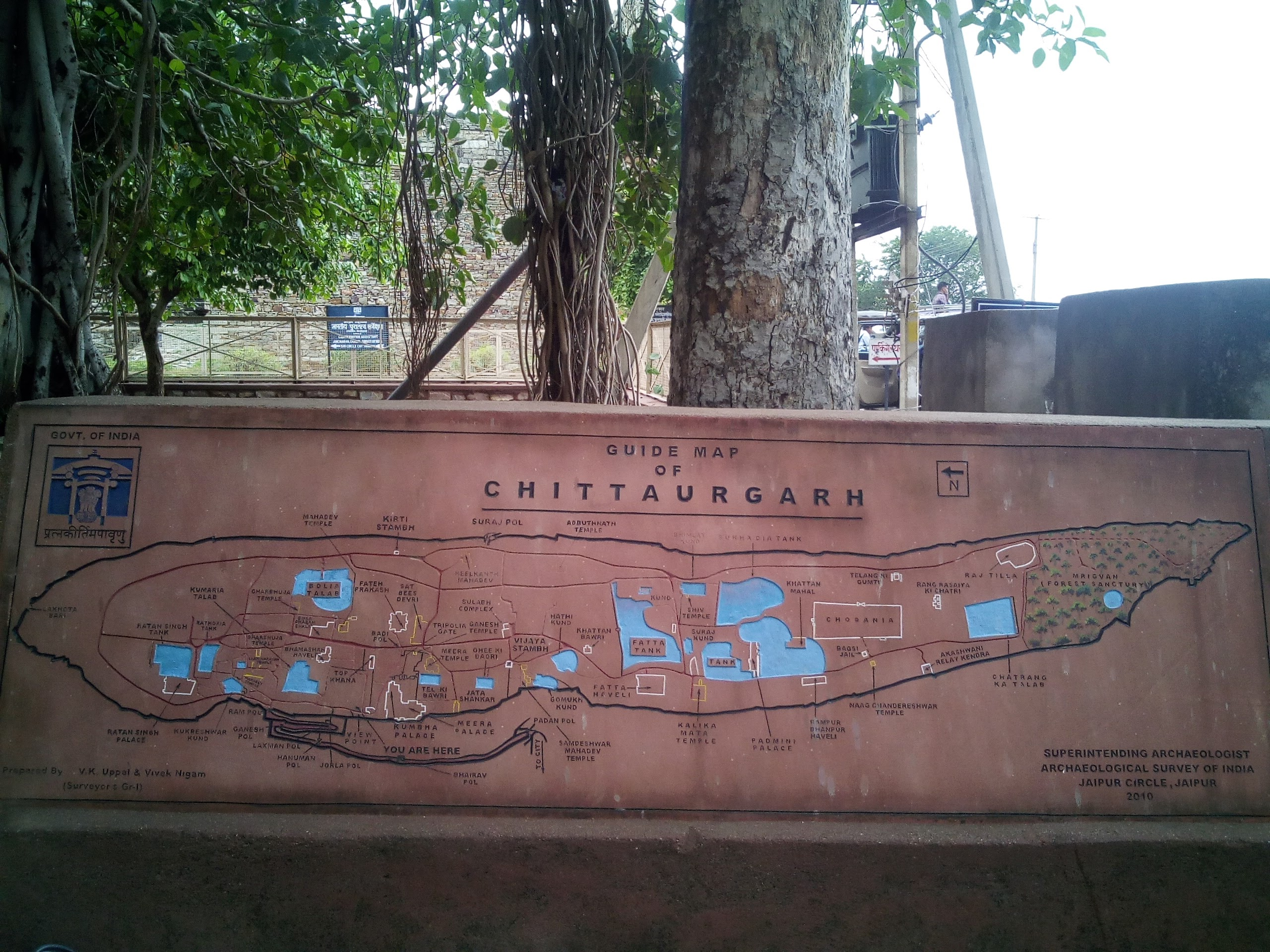
Plan du Fort de Chittor

Le fort, qui a à peu près la forme d'un poisson, a une circonférence de 13 km avec une longueur maximale de 5 km et il couvre une superficie de 700 acres. Le fort est accessible par une difficile ascension en zigzag de plus de 1 km depuis la plaine, après avoir traversé un pont en pierre calcaire. Le pont enjambe la rivière Gambhiri et est soutenu par dix arches (l'une a une forme incurvée tandis que les autres ont des arcs en ogive). Outre les deux hautes tours, qui dominent les fortifications majestueuses, le fort tentaculaire possède une pléthore de palais et de temples (dont beaucoup en ruines) dans son enceinte,.
Il est entouré d'un mur d'enceinte de 13 km de long, au-delà duquel une pente de 45° le rend presque inaccessible aux ennemis. L'ascension vers le fort passe par sept portes construites par le souverain Mewar Rana Kumbha (1433–1468) du clan Sisodia. Ces portes sont appelées, de la base au sommet de la colline, Paidal Pol, Bhairon Pol, Hanuman Pol, Ganesh Pol, Jorla Pol, Laxman Pol et Ram Pol, la porte finale et principale.
Le complexe du fort comprend 65 structures construites historiques, dont 4 complexes de palais, 19 temples principaux, 4 mémoriaux et 20 plans d'eau fonctionnels. Ceux-ci peuvent être divisés en deux grandes phases de construction. Le premier fort de colline avec une entrée principale a été établi au ve siècle et successivement fortifié jusqu'au xiie siècle. Ses vestiges sont surtout visibles sur les bords ouest du plateau. La deuxième structure de défense, plus importante, a été construite au xve siècle sous le règne des Sisodia, lorsque l'entrée royale a été déplacée et fortifiée avec sept portes, et le mur de fortification médiéval a été construit sur une construction de mur antérieure du xiiie siècle.

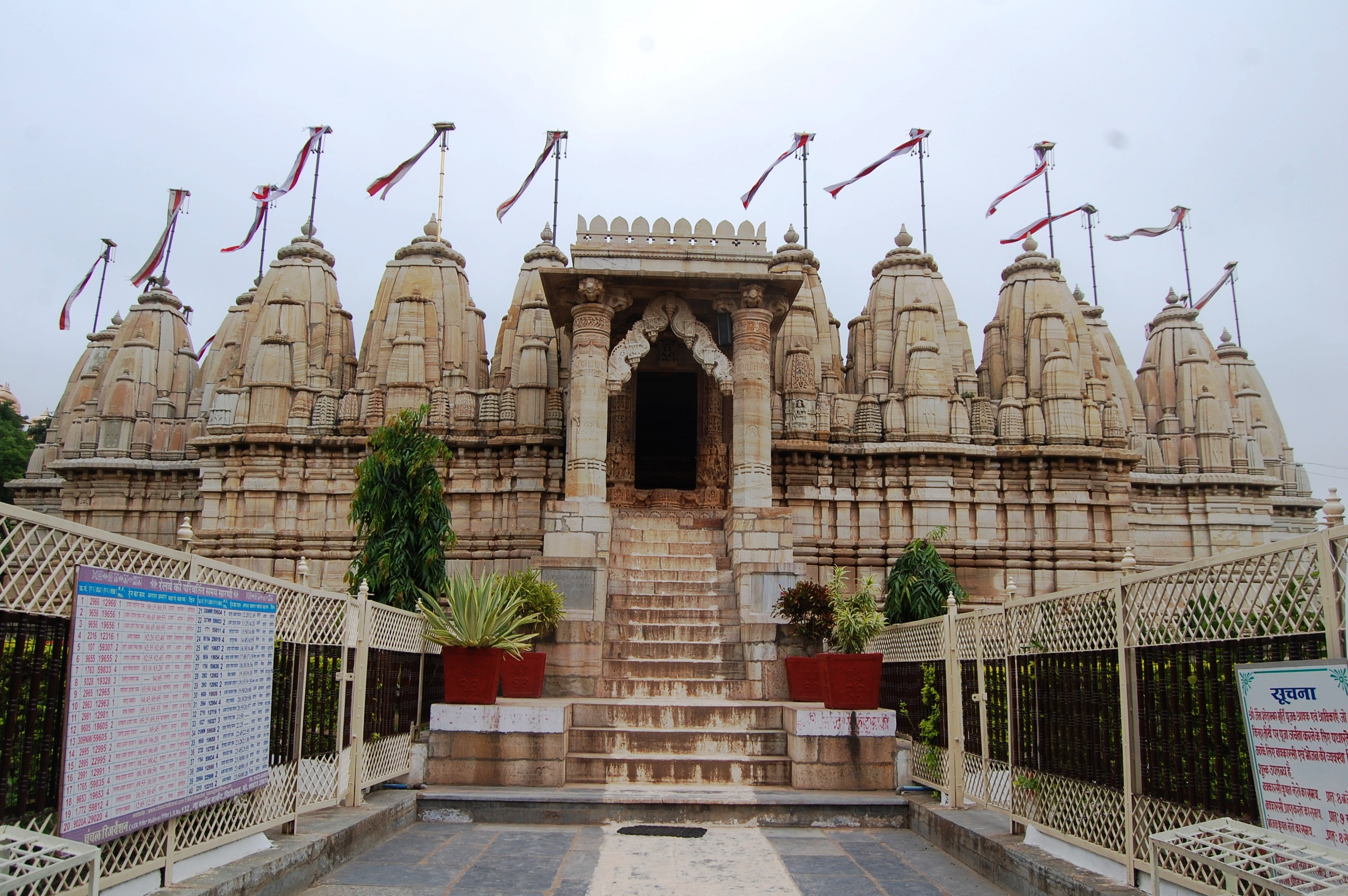
Temple Satbees Deori Jain

Outre le complexe du palais, situé sur le terrain le plus élevé et le plus sûr à l'ouest du fort, de nombreuses autres structures importantes, telles que le temple Kumbha Shyam, le temple Mira Bai, le temple Adi Varah, le temple Shringar Chauri et le mémorial Vijay Stambh ont été construits dans cette deuxième phase. Par rapport aux ajouts ultérieurs des dirigeants sisodiens aux xixe et xxe siècles, la phase de construction prédominante illustre un style rajput relativement pur combiné à un éclectisme minimal, comme les sous-structures voûtées empruntées à l'architecture du Sultanat. Les murs de 4.5 km avec renforts circulaires intégrés sont construits en maçonnerie en pierre de taille au mortier de chaux et s'élèvent à 500 m au-dessus de la plaine. A l'aide de sept portes massives en pierre, flanquées en partie de tours hexagonales ou octogonales, l'accès au fort est limité à un étroit chemin qui monte sur la colline escarpée par des passages de défense de plus en plus étroits. La septième et dernière porte mène directement à la zone du palais, qui intègre une variété de structures résidentielles et officielles. Le Rana Kumbha Mahal, le palais de Rana Kumbha, est une grande structure domestique rajput et comporte actuellement le Kanwar Pade Ka Mahal (le palais de l'héritier) et le palais plus tardif de la poète Mirabaï (1498-1546). La zone du palais a été agrandie au cours des siècles suivants, lorsque des structures supplémentaires, telles que le palais Ratan Singh (1528-1531) ou le Fateh Prakash, également nommé Badal Mahal (1885-1930), ont été ajoutées.

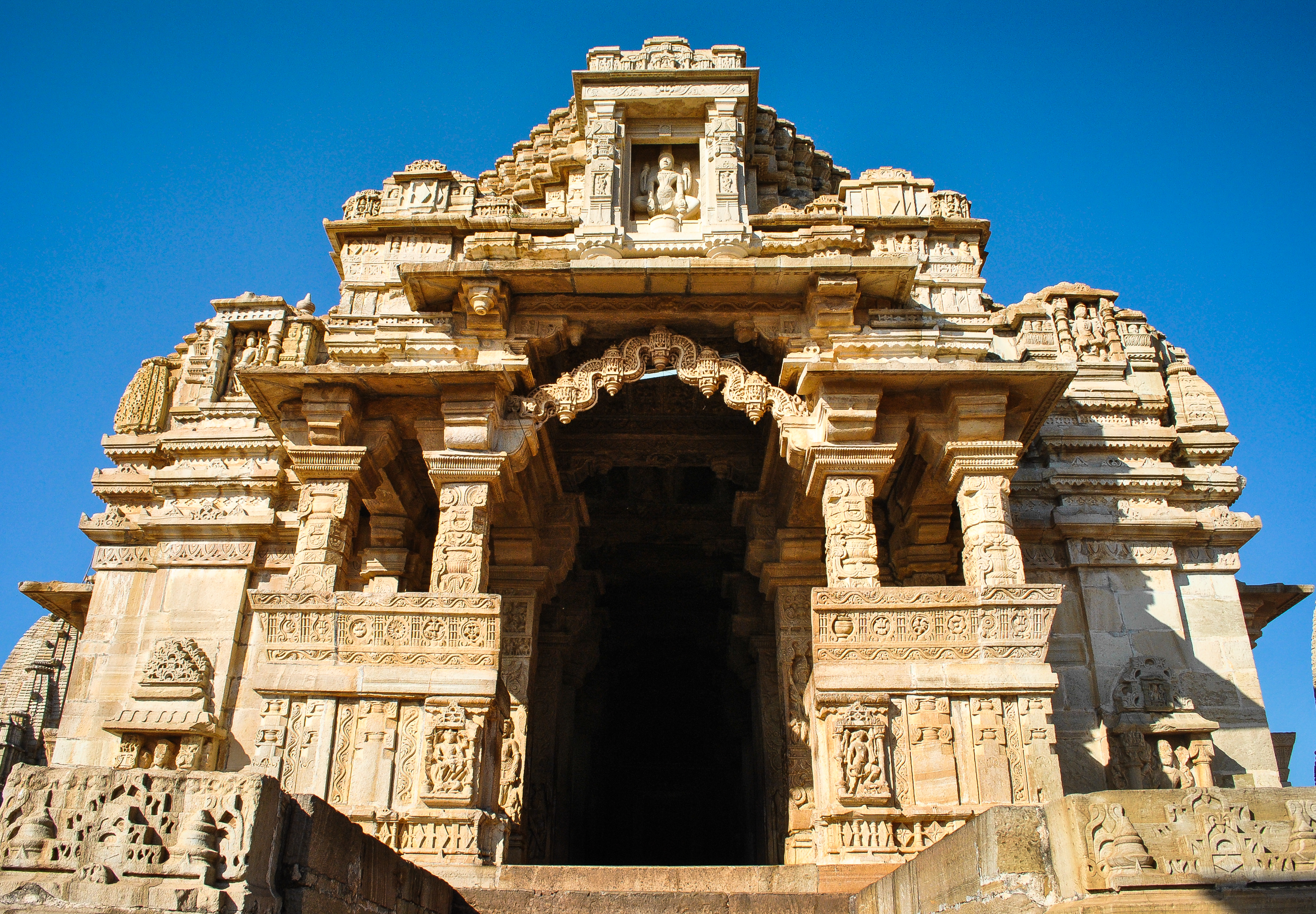
Temple jaïn près de Kirti Stambha

Bien que la majorité des structures de temples représentent la foi hindoue, en particulier le temple Kalikamata (viiie siècle), le temple Kshemankari (825-850), le temple Kumbha Shyam (1448) ou le temple Adbuthnath (xve – xvie siècles), le fort de la colline contient également des temples jaïns, tels que Sattaees Devari, Shringar Chauri (1448) et Sat Bis Devri (milieu du XVe siècle). Les deux monuments commémoratifs de la tour, Kirti Stambh (xiie siècle) et Vijay Stambha (1433–1468), sont des monuments jaïns. Ils se distinguent par leurs hauteurs respectives de 24 m et 37 m, qui assurent leur visibilité depuis la plupart des emplacements du complexe du fort. Enfin, l'enceinte du fort abrite un quartier municipal contemporain d'environ 3 000 habitants, situé près de Ratan Singh Tank, à l'extrémité nord de la propriété.

### Portes

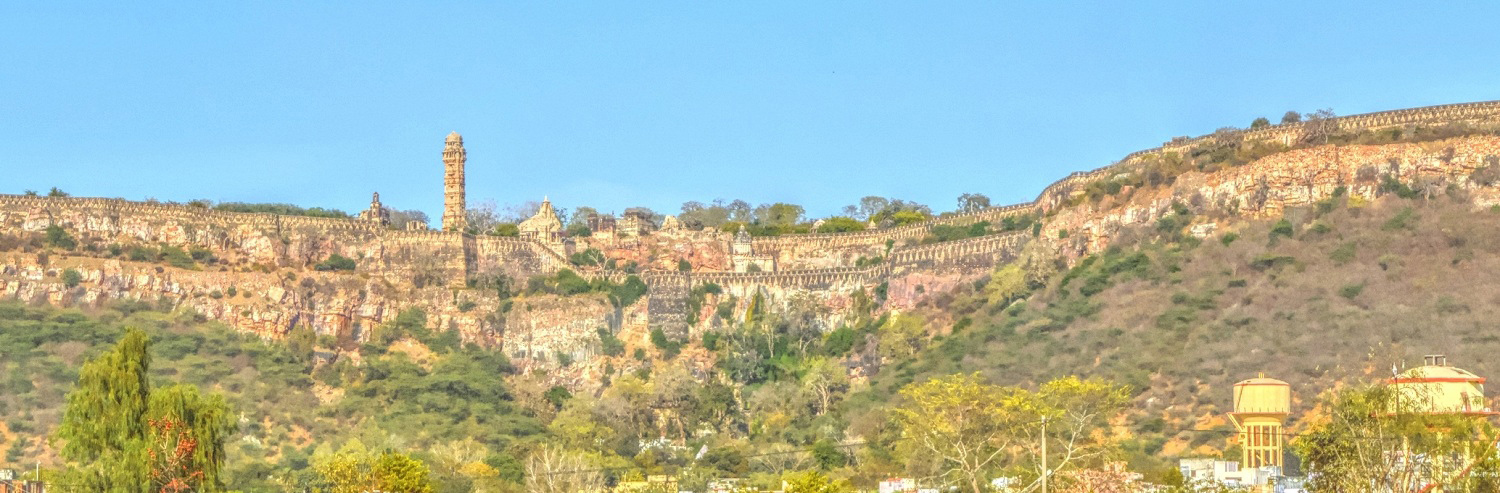
Une vue du fort depuis la ville de Chittorgarh.

Le fort a sept portes au total (dans la langue locale, la porte est appelée Pol) à l'ouest, à savoir le Padan Pol, Bhairon Pol, Hanuman Pol, Ganesh Pol, Jodla Pol, Laxman Pol, et la porte principale nommée Ram Pol (porte de Rama). Toutes les portes d'entrée du fort ont été construites comme des structures massives en pierre. Les portes des portes à arcs brisés sont renforcées pour repousser les éléphants et les coups de canon. Le haut des portes a des parapets encochés pour que les archers puissent tirer sur l'armée ennemie. Une route circulaire à l'intérieur du fort relie toutes les portes et permet d'accéder aux nombreux monuments (palais en ruine et 130 temples) du fort.
Sur la droite de Suraj Pol se trouve le Darikhana ou Sabha (chambre du conseil) derrière lequel se trouvent un temple de Ganesh et le zenana (quartiers pour femmes). Un énorme réservoir d'eau est situé vers la gauche de Suraj Pol. Il y a aussi une porte particulière, appelée Jorla Pol (porte jointe), qui se compose de deux portes jointes. L'arc supérieur de Jorla Pol est relié à la base de Lakshman Pol. Le Lokota Bari est la porte à la pointe nord du fort, tandis qu'une petite ouverture utilisée pour jeter les criminels dans l'abîme est visible à l'extrémité sud,,.

### Vijaya Stambha

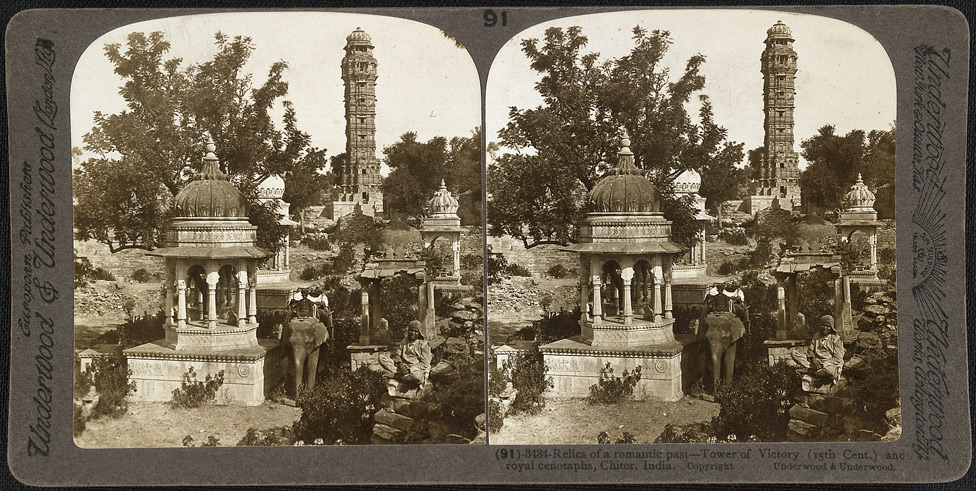
Vijaya Stambha avec d'autres reliques vue stéréoscopique

La Vijaya Stambha (Tour de la Victoire) ou Jaya Stambha, appelée le symbole de Chittorgarh et une expression particulièrement audacieuse du triomphe, a été érigée par Rana Kumbha entre 1458 et 1468 pour commémorer sa victoire sur Mahmud Shah I Khalji, le sultan de Malwa, en 1440. Construit sur une période de dix ans, il s'élève à 37,2 m sur une base de 47 pieds carrés (4,36644288 m2) de neuf étages accessible par un escalier circulaire étroit de 157 marches (l'intérieur est également sculpté) jusqu'au 8e étage. Le dôme, qui est un ajout ultérieur, est endommagé par la foudre et réparé au cours du xixe siècle. Le Stambha est maintenant illuminé le soir et offre une belle vue sur Chittorgarh depuis le sommet,,,.

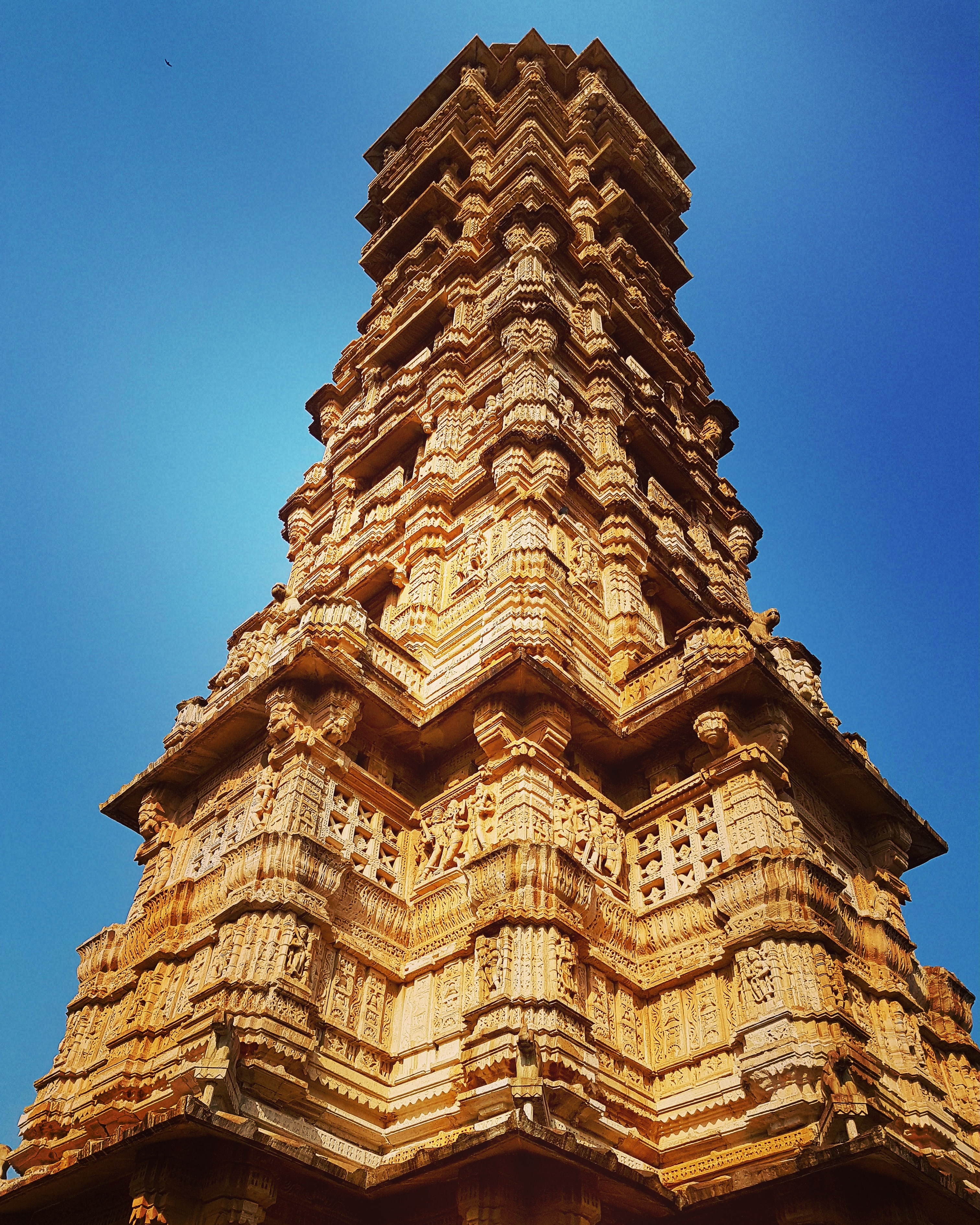
Vijaya Stambha

### Kirti Stambha

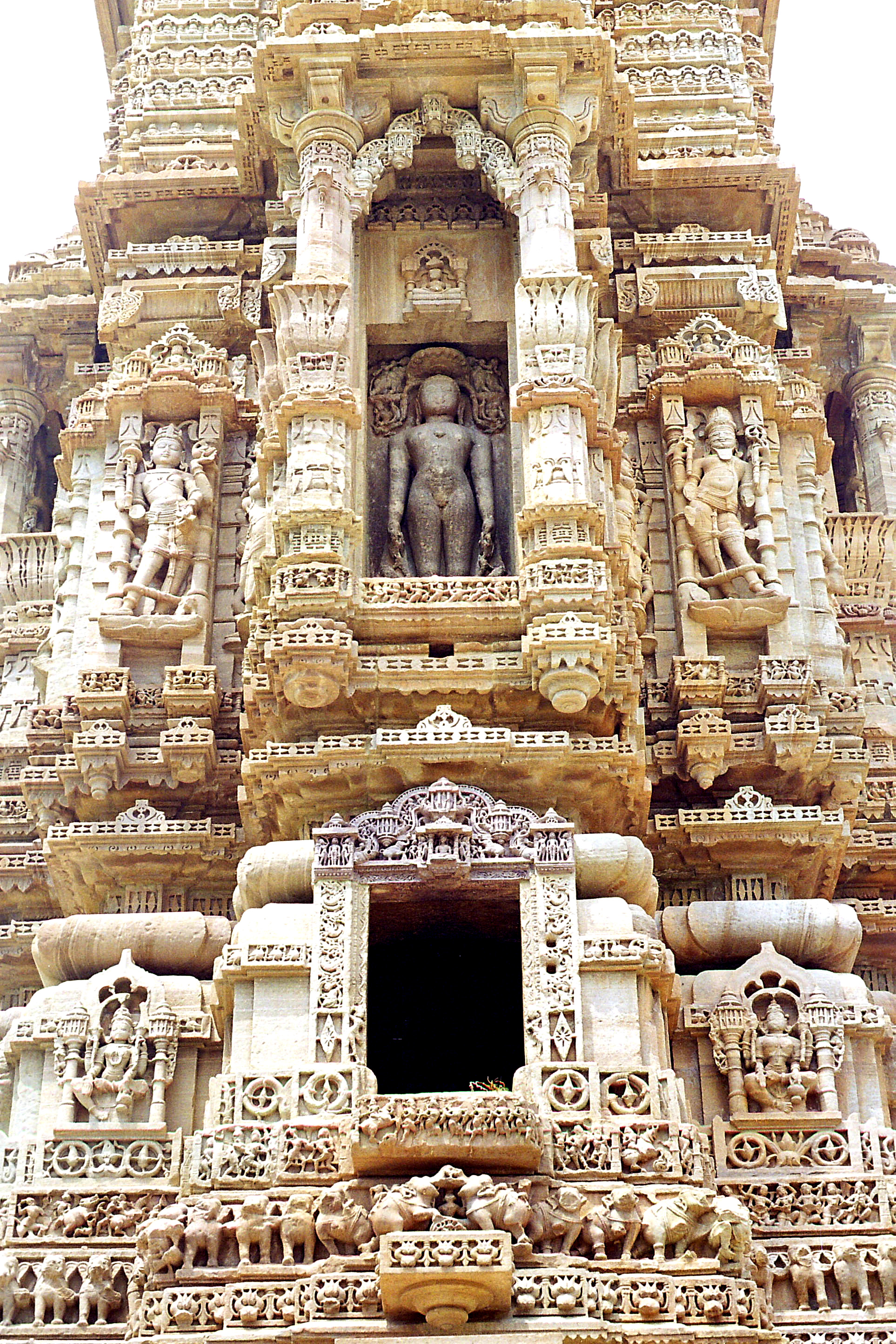
Détails architecturaux du Kirti Stambh

Kirti Stambha (Tour de la Gloire) est une tour de 22 m de haut construite sur une base de 30 pieds (9,144 m) avec 15 pieds (4,572 m) sur la partie supérieure ; elle est ornée de sculptures jaïns à l'extérieur et est plus ancienne (probablement du xiie siècle) et plus petite que la Tour de la Victoire.[réf. nécessaire] Construit par le marchand Bagherwal Jain Jijaji Rathod, elle est dédiée à Adinath, le premier tirthankar jaïn (enseignant jaïn vénéré). À l'étage le plus bas de la tour, des figures des différents tirthankars du panthéon jaïn sont vues dans des niches spéciales formées pour les abriter. Ce sont des monuments digambara. Un escalier étroit de 54 marches mène à travers les six étages jusqu'au sommet. Le pavillon supérieur qui a été ajouté au xve siècle a 12 colonnes,,,,,.

### Palais Rana Kumbha
Le palais de Rana Kumbha (en ruine) est situé à la porte d'entrée près du Vijaya Stamba. Le palais comprenait des écuries pour éléphants et chevaux et un temple dédié à Shiva. Maharana Udai Singh, le fondateur d'Udaipur, est né ici ; le folklore populaire lié à sa naissance est celui de sa servante Panna Dai. Panna Dai l'a sauvé en remplaçant son fils à sa place comme leurre, ce qui a entraîné la mort de son fils par Banbir.[réf. nécessaire] Le prince a été emporté dans une corbeille de fruits. Le palais est construit avec de la pierre plâtrée. La caractéristique remarquable du palais est sa splendide série de balcons à baldaquin. L'entrée au palais se fait par Suraj Pol qui mène à une cour. Rani Mira, la célèbre poète-sainte, a également vécu dans ce palais. C'est aussi le palais où Rani Padmini se serait jeté dans un bûcher funéraire dans l'une des caves souterraines, comme un acte de jauhar avec de nombreuses autres femmes. Le bâtiment Nau Lakha Bandar (sens littéral: trésor de neuf lakh), le trésor royal de Chittorgarh, était également situé à proximité. Maintenant, en face du palais se trouve un musée et un bureau archéologique. Le temple Singa Chowri est également à proximité,,.

### Palais Fateh Prakash
Situé près du palais Rana Khumba, construit par Rana Fateh Singh, l'enceinte compte des maisons modernes et un petit musée. Une école pour les enfants locaux (environ 5 000 villageois vivent dans le fort) est également à proximité,.

### Réservoir de Gaumukh

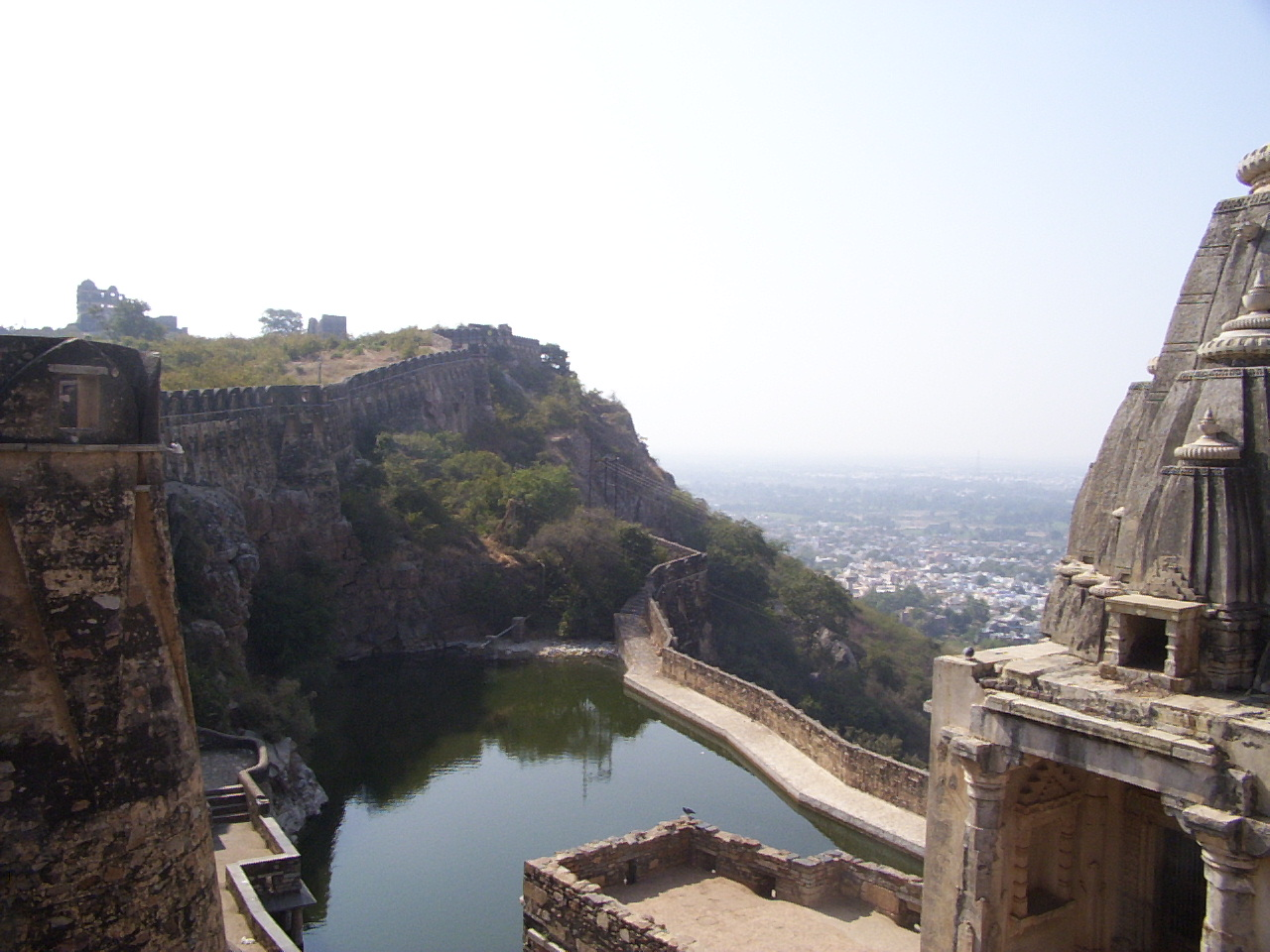
Le réservoir de Gaumukh

Une source alimente le réservoir à partir d'une gueule de vache sculptée dans la falaise. Cette piscine était la principale source d'eau du fort pendant les nombreux sièges.

### Palais de Padmini
Le palais de Padmini ou le palais de Rani Padmini est un bâtiment blanc et une structure à trois étages (une reconstruction du xixe siècle de l'original). Il est situé dans la partie sud du fort. Les chhatris (pavillons) couronnent les toits du palais et un fossé d'eau entoure le palais. Ce style de palais est devenu le précurseur d'autres palais construits dans l'état avec le concept de Jal Mahal (palais entouré d'eau). Maharana Ratan Singh a été tué et Rani Padmini a commis un jauhar. La beauté de Rani Padmini a été comparée à celle de Cléopâtre. Ce palais trouve sa référence dans certains des textes historiques du Mewar. Amar Kavyam mentionne ici l'enfermement de Mahmud Khilji-II, Sultan de Malwa par Rana Sanga. Une chanson a été composée sur la charité faite par Rai Singh, dans laquelle il est mentionné qu'il a fait don d'un éléphant pour chaque marche des escaliers du Palais de Padmini. Il a été réparé par Maharana Sajjan Singh.

### Autres curiosités

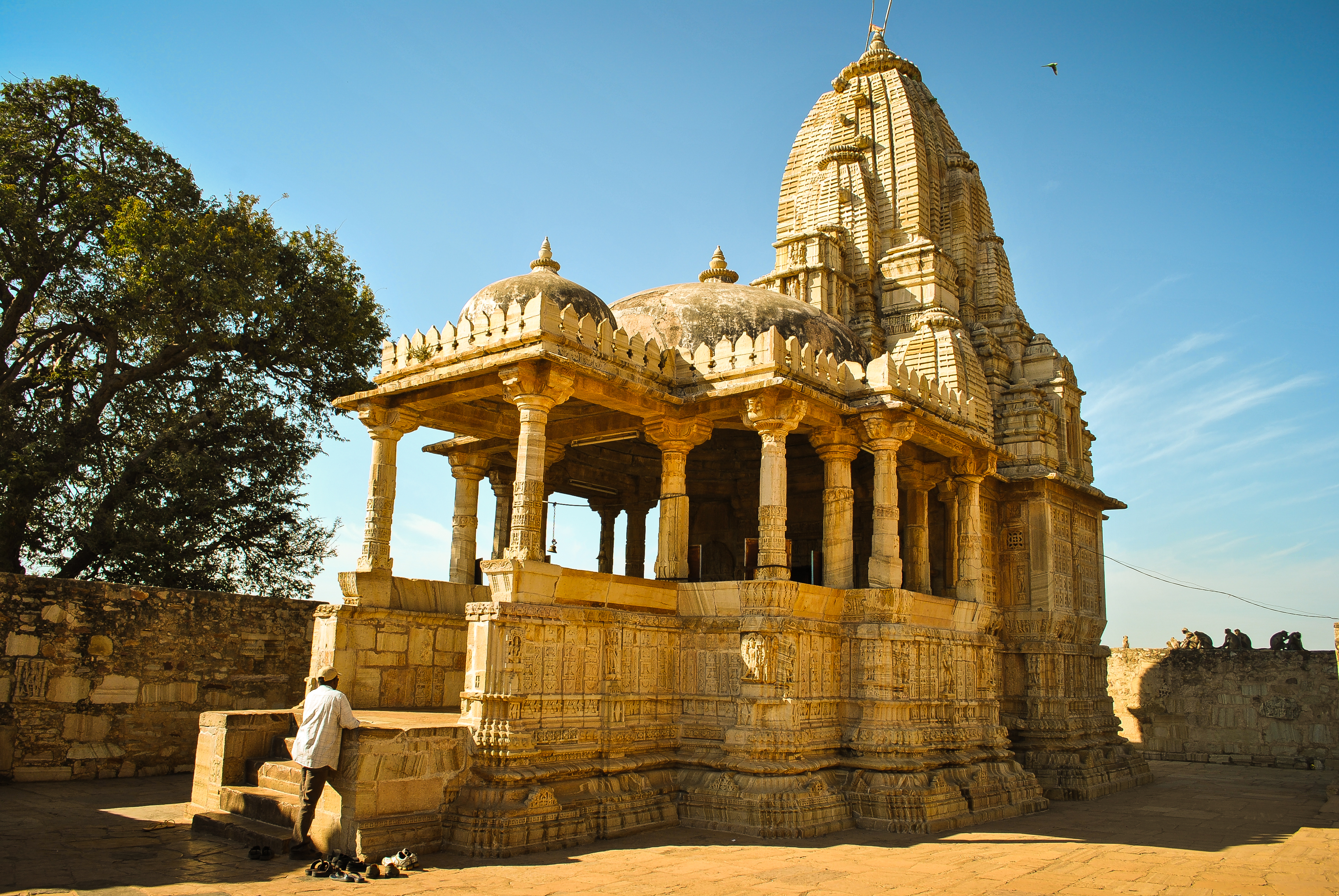
Temple de Mira, où la sainte Mirabaï a prié Krishna, commençant ainsi son bhakti. Fort de Chittorgarh, Rajasthan

Près de Vijay Sthamba se trouve le temple de Mira, aussi appelé temple Mirabaï. Rana Khumba l'a construit dans un style architectural indo-aryen orné. Il est associé à la sainte poètesse mystique Mirabaï qui était une ardent dévote de Krishna et a consacré toute sa vie à son adoration. Elle a composé et chanté des bhajans lyriques qui portent son nom. La légende populaire qui lui est associée est qu'avec les bénédictions de Krishna, elle a survécu après avoir consommé du poison envoyé par son malveillant beau-frère. Le plus grand temple dans le même complexe est le temple Kumbha Shyam (temple de Varaha),, . Le pinacle du temple est en forme de pyramide. Une image de Mirabaï priant devant Krishna a maintenant été installée dans le temple.
En face du palais de Padmini se trouve le temple Kalika Mata . A l'origine, un temple du Soleil daté du viiie siècle dédié à Surya (le Dieu Soleil) a été détruit au xive siècle. Il a été reconstruit en temple de Kali ,,.
Un autre temple sur le côté ouest du fort est l'ancien temple de la déesse Tulja Bhavani construit par Banvir et dédié à la déesse Tulja Bhavani. La Tope Khana (fonderie de canons) est située à côté de ce temple dans une cour, où l'on voit encore quelques vieux canons,.

## Culture
Le fort et la ville de Chittorgarh accueillent le plus grand festival rajput appelé le « Jauhar Mela ». Il a lieu chaque année à l'occasion de l'anniversaire de l'un des jauhars, mais aucun nom précis ne lui a été donné. On pense généralement qu'il commémore le jauhar de Padmavati, qui est le plus célèbre. Ce festival est organisé principalement pour commémorer la bravoure des ancêtres rajput et des trois jauhars qui se sont produits au fort de Chittorgarh. Un grand nombre de rajputs, qui comprennent les descendants de la plupart des familles princières, organisent une procession pour célébrer le Jauhar. C'est aussi devenu un forum pour exprimer son point de vue sur la situation politique actuelle dans le pays.
Six forts du Rajasthan, à savoir le fort d'Amber, le fort de Chittorgarh, le fort de Gagron, le fort de Jaisalmer, le Kumbhalgarh et le fort de Ranthambore ont été inscrits sur la liste des sites du patrimoine mondial de l'UNESCO lors de la 37e réunion du Comité du patrimoine mondial à Phnom Penh en juin 2013. Ils ont été reconnus comme un bien culturel patrimonial et des exemples de l'architecture des forts militaires rajput,.
La ville en ruine des Cold Lairs du Livre de la jungle de Rudyard Kipling, où le protagoniste Mowgli est emmené après avoir été kidnappé par le Bandar-log, est notée par la société Kipling comme étant peut-être basée sur le fort de Chittorgarh, que Kipling a personnellement visité en 1887, et aurait été relativement proche de la chaîne Aravalli également située au Rajasthan, le décor d'origine des Livres de la jungle avant que Kipling ne le change pour les collines de Seoni dans le Madhya Pradesh,.